# Kaiser-Brauerei Hannover

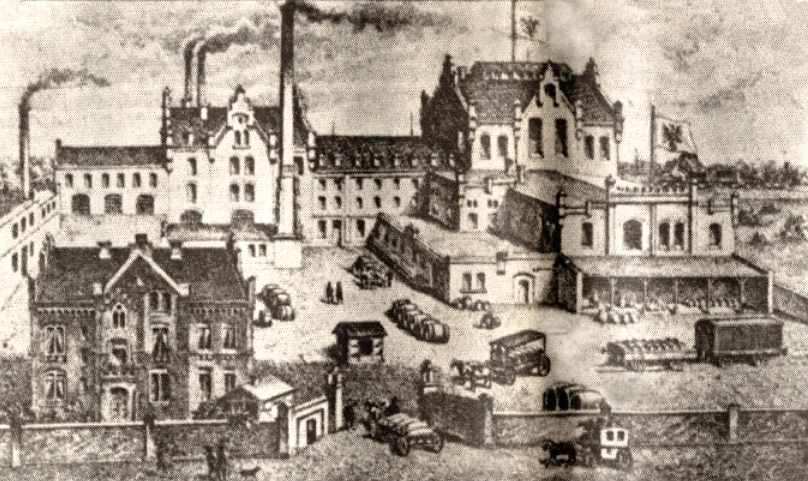
Die Kaiser-Brauerei, ca. 1900

Die Kaiser-Brauerei wurde 1888 im heutigen hannoverschen Stadtteil Ricklingen gegründet und stellte 1978 ihren Betrieb ein. Nach einem Umbau eröffnete in den Gebäuden 1983 das Kaiser-Center als Sport- und Fitnesscenter. 2021 wurden die Gebäude für den Bau eines Bürokomplexes abgerissen.

## Geschichte
Gegründet wurde die Brauerei am 21. Juni 1888 vom Gemeindevorsteher des Dorfes Ricklingen Ernst Conrad Friedrich Schnabel. Die Gründung war ein Beitrag zur Industrialisierung des 1500 Einwohner zählenden Dorfes Ricklingen südlich von Hannover. Die Namensgebung beruhte auf dem Dreikaiserjahr 1888, in dem das Deutsche Reich von drei Herrschern regiert wurde. Die Brauerei wurde sechs Tage nach dem Tod von Kaiser Friedrich III. gegründet, dessen Sohn Wilhelm II. nach ihm Kaiser wurde.
Der Braubetrieb wurde 1889 mit Maschinen des hannoverschen Unternehmens Hanomag aufgenommen. Absatzgebiet für das Bier waren die Stadt Hannover und ihre Umgebung. Ende der 1920er Jahre wurde mit 42.000 Hektolitern der über Jahrzehnte höchste jährliche Ausstoß erreicht. Bei den Luftangriffen auf Hannover im Zweiten Weltkrieg wurden die Firmengebäude weitgehend zerstört. Nach dem Krieg kam es zum Wiederaufbau und in den 1950er und 1960er Jahren zu Erweiterungen. In dieser Zeit steigerte sich der jährliche Ausstoß auf 350.000 Hektoliter, womit die Brauerei 1954 zu den Großbrauereien zählte. Mit ihrem Kaiser-Pils erlebte sie eine Blütezeit. Ende der 1960er Jahre sanken die Absatzzahlen. 1970 erlangte die Holsten-Brauerei die Aktienmehrheit und braute in der hannoverschen Brauerei auch ihr Bier. Trotz der gemeinsamen Ausdehnung des Verbreitungsgebietes mit Holsten sank die Nachfrage nach Kaiser-Bier. 1977 war der jährliche Ausstoß auf 90.000 Hektoliter zurückgegangen. 1978 wurde der Braubetrieb in Hannover eingestellt und nach Braunschweig zur Feldschlößchen-Brauerei verlagert, die auch zur Holsten-Gruppe gehörte.

## Produkte
Zur Produktpalette der Braustätte gehörten unter anderem die Sorten Kaiser-Pils, Kaiser-Export, Kaiser-Vollmalz, Kaiser-Luxus und Kaiser-Schwarzbier.

## Kaiser-Center und Abriss

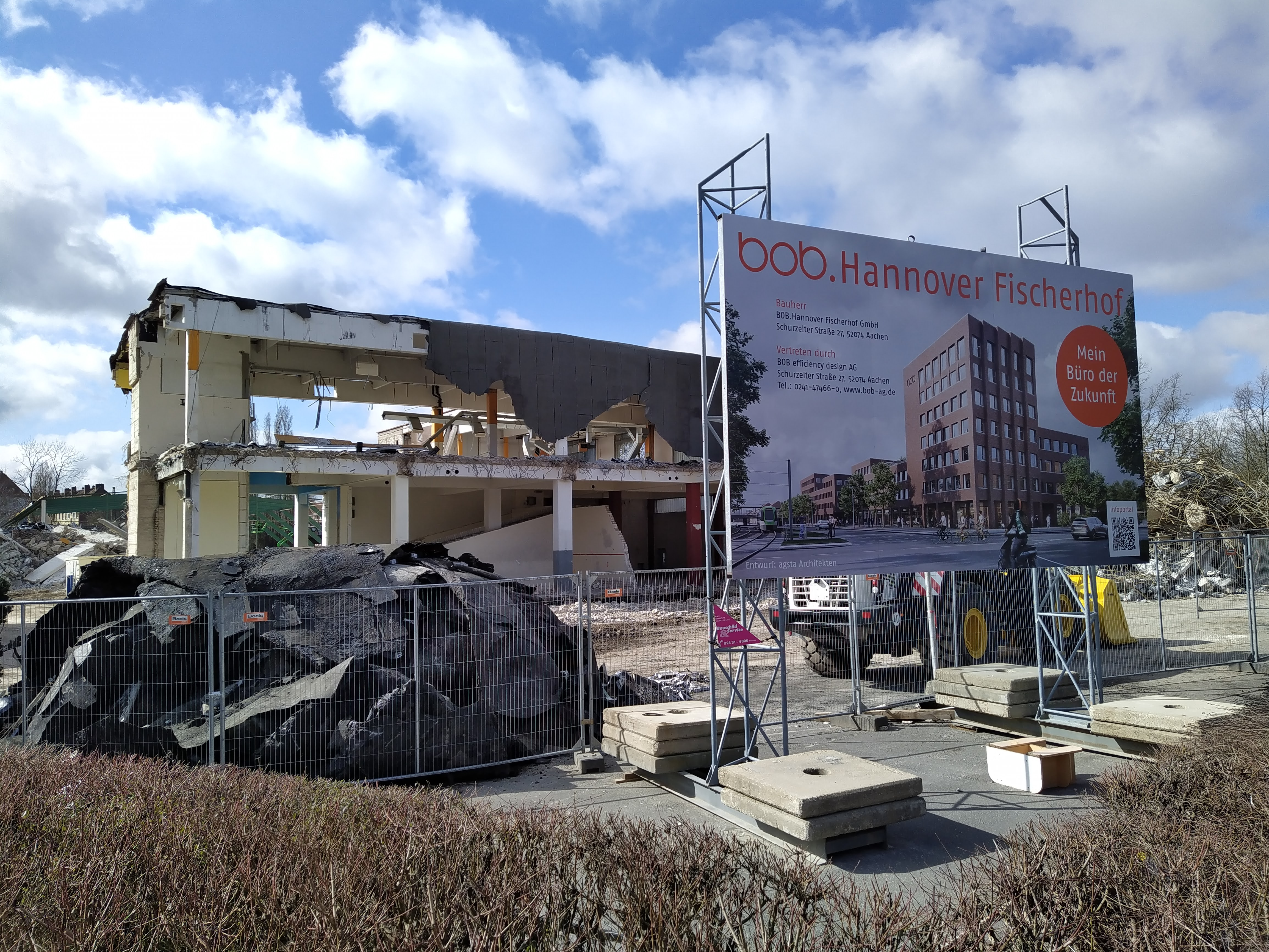
Abrissarbeiten auf dem Gelände der früheren Brauerei und des späteren Sportcenters, 2021

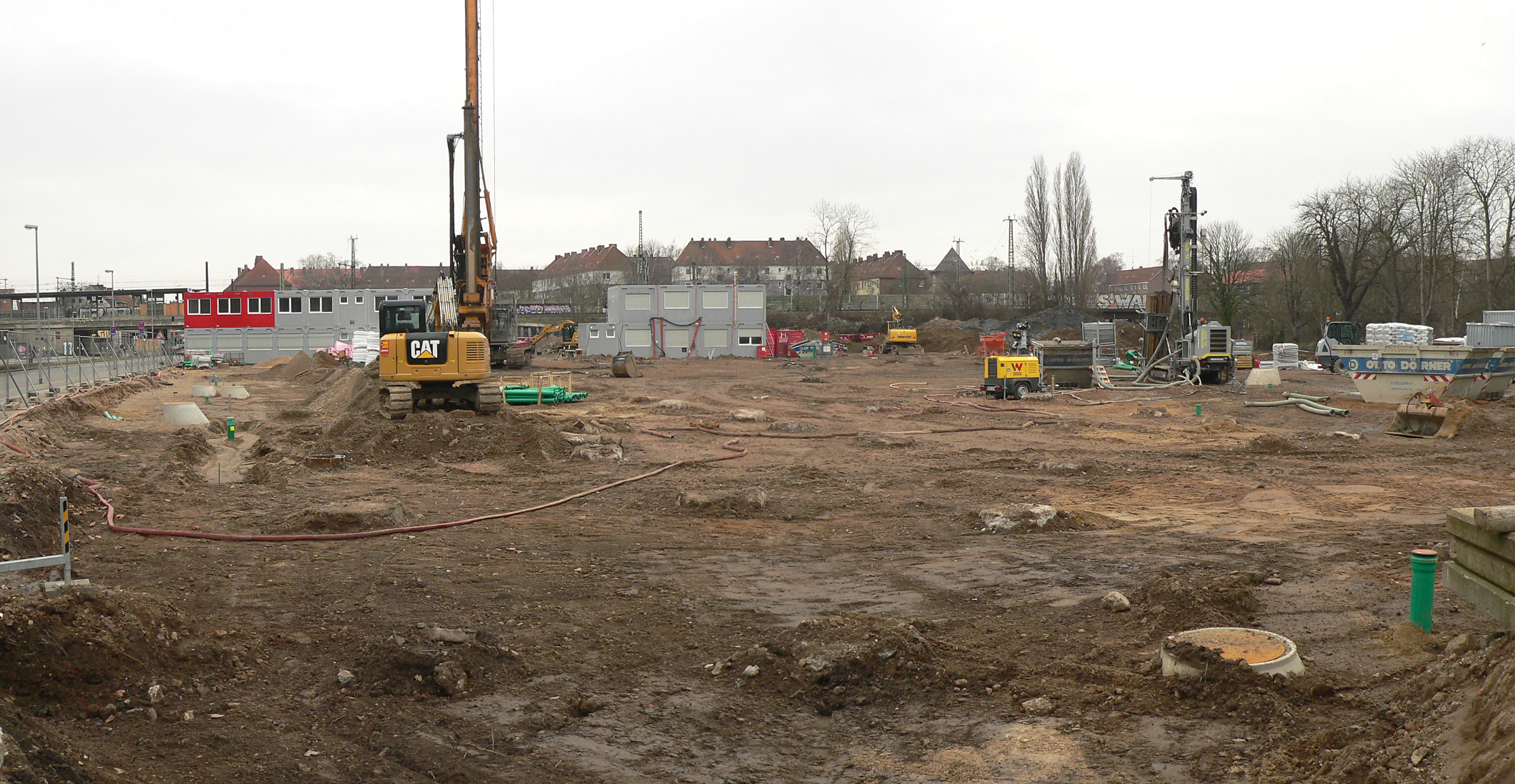
Das Gelände nach den Gebäudeabrissen, 2023

Nach dem Auszug der Brauerei kam es 1981 zu Abrissarbeiten auf dem Gelände, die das Sudhaus und die Lagerhallen betrafen. Das Direktionsgebäude, der Flaschenkeller und ein Garagentrakt blieben erhalten. 1981 gab es eine Anfrage an die Stadt Hannover, das Areal als Freizeitzentrum zu nutzen. Nach der Zustimmung gründete sich 1982 die Squash und Saunaland Verwaltungs- und Beteiligungs-GmbH, die sich in Kaiser-Center umbenannte. Nach der Investition von 11,8 Millionen DM wurde die Einrichtung 1983 auf einem 16.000 m² großen Gelände eröffnet. Sie beschäftigte 70 Angestellte und verfügte über 10 Squash-Courts, fünf Tennis-Plätze, 12 Badminton-Platze, eine Sauna sowie ein Fitnesscenter. 2015 erwarb das hannoversche Bau- und Wohnungsunternehmen Gundlach das Kaiser-Center und benannte es nach Umbauten in Kaifi-Sportslodge um. Nach dem Verkauf an ein Aachener Projektentwicklungsunternehmen wurde der Abriss der Baulichkeiten angekündigt, um auf der rund 25.000 m² großen Fläche einen Bürogebäudekomplex zu errichten. 2020 endete die Nutzung als Sportcenter, und 2021 wurden die Gebäude abgerissen.

## Sonstiges
Nach der  Brauerei wurde die benachbart gelegene und 1967 erbaute Trogstrecke Kaisergabel benannt.